# Isidorea elliptica
Isidorea elliptica là một loài thực vật có hoa trong họ Thiến thảo. Loài này được Alain mô tả khoa học đầu tiên năm 1959.